# Ommatius cnemideus
Ommatius cnemideus là một loài ruồi trong họ Asilidae. Ommatius cnemideus được Bigot miêu tả năm 1877.